# Bahrains Grand Prix 2018
Bahrains Grand Prix 2018, officiellt Formula 1 2018 Gulf Air Bahrain Grand Prix, var en Formel 1-tävling som hölls den 8 april 2018 på Bahrain International Circuit i östaten Bahrain. Det var det andra av tjugoen deltävlingar ingående i Formel 1-säsongen 2018 och kördes över 57 varv. Vinnare av loppet blev Sebastian Vettel för Ferrari, tvåa blev Valtteri Bottas, för Mercedes, och trea blev Lewis Hamilton för Mercedes.

## Kval
| Pos.                    | Nr | Förare            | Konstruktör               | Kvaltider | Kvaltider | Kvaltider | Start- grid |
| Pos.                    | Nr | Förare            | Konstruktör               | Q1        | Q2        | Q3        | Start- grid |
| ----------------------- | -- | ----------------- | ------------------------- | --------- | --------- | --------- | ----------- |
| 1                       | 5  | Sebastian Vettel  | Ferrari                   | 1.29,060  | 1.28,341  | 1.27,958  | 1           |
| 2                       | 7  | Kimi Räikkönen    | Ferrari                   | 1.28,951  | 1.28,515  | 1.28,101  | 2           |
| 3                       | 77 | Valtteri Bottas   | Mercedes                  | 1.29,275  | 1.28,794  | 1.28,124  | 3           |
| 4                       | 44 | Lewis Hamilton    | Mercedes                  | 1.29,396  | 1.28,458  | 1.28,220  | 9a          |
| 5                       | 3  | Daniel Ricciardo  | Red Bull-TAG Heuer        | 1.29,552  | 1.28,962  | 1.28,398  | 4           |
| 6                       | 10 | Pierre Gasly      | Scuderia Toro Rosso-Honda | 1.30,121  | 1.29,836  | 1.29,329  | 5           |
| 7                       | 20 | Kevin Magnussen   | Haas-Ferrari              | 1.29,594  | 1.29,623  | 1.29,358  | 6           |
| 8                       | 27 | Nico Hülkenberg   | Renault                   | 1.30,260  | 1.29,187  | 1.29,570  | 7           |
| 9                       | 31 | Esteban Ocon      | Force India-Mercedes      | 1.30,338  | 1.30,009  | 1.29,874  | 8           |
| 10                      | 55 | Carlos Sainz Jr.  | Renault                   | 1.29,893  | 1.29,802  | 1.29,986  | 10          |
| 11                      | 28 | Brendon Hartley   | Scuderia Toro Rosso-Honda | 1.30,412  | 1.30,105  |           | 11          |
| 12                      | 11 | Sergio Pérez      | Force India-Mercedes      | 1.30,218  | 1.30,156  |           | 12          |
| 13                      | 14 | Fernando Alonso   | McLaren-Renault           | 1.30,530  | 1.30,212  |           | 13          |
| 14                      | 2  | Stoffel Vandoorne | McLaren-Renault           | 1.30,479  | 1.30,525  |           | 14          |
| 15                      | 33 | Max Verstappen    | Red Bull-TAG Heuer        | 1.29,374  | Ingen tid |           | 15          |
| 16                      | 8  | Romain Grosjean   | Haas-Ferrari              | 1.30,530  |           |           | 16          |
| 17                      | 9  | Marcus Ericsson   | Sauber-Ferrari            | 1.31,063  |           |           | 17          |
| 18                      | 35 | Sergej Sirotkin   | Williams-Mercedes         | 1.31,414  |           |           | 18          |
| 19                      | 16 | Charles Leclerc   | Sauber-Ferrari            | 1.31,420  |           |           | 19          |
| 20                      | 18 | Lance Stroll      | Williams-Mercedes         | 1.31,503  |           |           | 20          |
| 107 %-gränsen: 1:35.177 |    |                   |                           |           |           |           |             |
| Källor:                 |    |                   |                           |           |           |           |             |